# Glazunovka
Glazunovka (ruso: Глазуно́вка) es un asentamiento de tipo urbano de Rusia, capital del raión homónimo en la óblast de Oriol.
En 2023, la localidad tenía una población de 4692 habitantes. En su territorio no hay pedanías.
Se ubica unos 50 km al sur de la capital regional Oriol, cerca del límite con la óblast de Kursk.

## Historia
Fue fundado a finales del siglo XIX como un poblado ferroviario de la línea de ferrocarril de Kursk a Oriol. Originalmente se llamaba "Aleksandrovka" (Александровка), pero este primer topónimo era problemático porque se repetía en diversas localidades de la región. En 1904 adoptó su actual topónimo, en referencia a la cercana aldea de Glazunovo. Adoptó el estatus de capital distrital en 1935, al definirse los raiones de la óblast de Kursk. Aunque en 1937 se segregó de dicha región la óblast de Oriol, Glazunovka siguió formando parte de Kursk. Pasó a formar parte de la óblast de Oriol en 1944, como parte de los planes de recuperación de la zona tras la liberación de la invasión alemana. Adoptó estatus de asentamiento de tipo urbano en 1962. Llegó a tener más de siete mil habitantes en el momento de la disolución de la Unión Soviética, pero posteriormente ha sufrido una gran pérdida demográfica por el cierre de industrias.